# Distrito electoral 6 (condado de Pawnee, Nebraska)
El distrito electoral 6 (en inglés: Precinct 6) es un distrito electoral ubicado en el condado de Pawnee en el estado estadounidense de Nebraska. En el Censo de 2010 tenía una población de 254 habitantes y una densidad poblacional de  personas por km².

## Geografía
El distrito electoral 6 se encuentra ubicado en las coordenadas 33°37′43″N 86°44′45″O / 33.6286, -86.7458. Según la Oficina del Censo de los Estados Unidos, el distrito electoral 6 tiene una superficie total de  km², de la cual  km² corresponden a tierra firme y (%)  km² es agua.

## Demografía
Según el censo de 2010, había 254 personas residiendo en el distrito electoral 6. La densidad de población era de  hab./km². De los 254 habitantes, el distrito electoral 6 estaba compuesto por el 95.28% blancos, el 2.36% eran de otras razas y el 2.36% pertenecían a dos o más razas. Del total de la población el 2.36% eran hispanos o latinos de cualquier raza.